# Szczecinki przyoczkowe
Szczecinki przyoczkowe – rodzaj szczecinek występujący na głowie muchówek.
Występują w liczbie dwóch. Usytuowane są pomiędzy przyoczkami przednim, a tylnymi. Zwykle skierowane są ku przodowi i lekko odgięte na zewnątrz.